# سرخرگ شامه‌ای میانی
سرخرگ شامه‌ای میانی یا شریان مننژیال میانی (Middle meningeal artery) یکی از مهم‌ترین رگ‌های مغزی است که خون را به سخت‌شامه (لایه بیرونی غشای اطراف مغز و نخاع) و استخوان جمجمه می‌رساند. این رگ معمولاً سومین شاخه بخش اول سرخرگ فکی (ماگزیلاری) محسوب می‌شود که خود منشعب از سرخرگ کاروتید بیرونی است.
سرخرگ شامه‌ای میانی بزرگ‌ترین رگ از سه رگ اصلی تأمین‌کننده خون به سخت‌شامه (مننژ) است. آسیب به این رگ شایع‌ترین علت خونریزی اپیدورال است. مسیر سرخرگ شامه‌ای میانی در عکس رادیوگرافی جمجمه قابل مشاهده است.

## ساختار و مسیر
سرخرگ شامه‌ای میانی پس از جدا شدن از سرخرگ فکی در حفره زیرگیجگاهی (اینفراتمپورال)، از طریق سوراخ خاره‌ای (فورامن اسپینوزوم) وارد جمجمه می‌شود و در شیار بال بزرگ استخوان پروانه‌ای (اسفنوئید) به دو شاخه تقسیم می‌شود:
- شاخه قدامی: این شاخه بزرگتر، از روی استخوان پروانه ای عبور می‌کند و به شیار استخوان آهیانه (پاریتال) می‌رسد. سپس به شاخه‌های متعددی تقسیم می‌شود که در بین سخت‌شامه و سطح داخلی جمجمه پخش می‌شوند. برخی از این شاخه‌ها تا قله جمجمه و برخی دیگر به سمت پشت سر (ناحیه پس‌سری) امتداد می‌یابند.
- شاخه خلفی: این شاخه به سمت عقب خم می‌شود و در استخوان گیجگاهی به شاخه‌هایی تقسیم می‌شود که خون را به قسمت خلفی سخت شامه و جمجمه می‌رسانند.

سرخرگ شامه‌ای میانی با عصب آرواره‌ای-گیجگاهی ارتباط نزدیکی دارد. این عصب به دور رگ پیچیده‌است و به همین دلیل در کالبدشکافی و جراحی به راحتی قابل تشخیص و آسیب‌پذیر است.

## اهمیت بالینی
آسیب به سرخرگ شامه‌ای میانی شایع‌ترین علت خونریزی اپیدورال است. این خونریزی معمولاً در اثر ضربه به سر مانند تصادف رانندگی یا آسیب ورزشی رخ می‌دهد. درمان فوری این عارضه نیازمند تخلیه هماتوم (تجمع خون در یک فضای غیرطبیعی در بدن) با جراحی جمجمه‌بری (کرانیوتومی) است.
رگ مننژی میانی در یک شیار روی سطح داخلی جمجمه قرار دارد. این شیار به راحتی در عکس رادیوگرافی جمجمه قابل مشاهده است و ممکن است با شکستگی جمجمه اشتباه شود. در نمونه‌های خشک جمجمه نیز این شیار به راحتی قابل مشاهده است و به همین دلیل مطالعه این رگ در نمونه‌های قدیمی نیز امکان‌پذیر است.